# George Buttrick
George Arthur Buttrick (Seaham Harbour, 23 de marzo de 1892-Louisville, 23 de enero de 1980) fue un predicador, autor y conferencista cristiano nacido en Inglaterra y radicado en Estados Unidos.

## Biografía

### Primeros años
Nació en Seaham Harbour, Inglaterra, el 23 de marzo de 1892. Asistió a la Universidad Victoria de Manchester y posteriormente emigró a los Estados Unidos.

### Carrera
Sirvió como pastor en Quincy, Rutland, Búfalo, y en 1927 sucedió a Henry Sloane Coffin como ministro de la Iglesia Presbiteriana de Madison Avenue en Nueva York.
En 1936, ofició el matrimonio de Fred y Mary Anne MacLeod, los padres de Donald.
Dio una serie de conferencias en la Universidad Yale. De 1955 a 1960 fue profesor Plummer de moral cristiana y predicador en la Universidad de Harvard. Luego fue profesor invitado en el Seminario Teológico Unión en Nueva York y el Garrett-Evangelical Theological Seminary en Evanston, Illinois. Posteriormente enseñó en Davidson College, la Universidad Vanderbilt y el Seminario Bautista del Sur  También impartió clases de predicación en el Seminario Teológico Presbiteriano de Louisville.
Fue editor de comentarios de The Interpreter's Bible, un conjunto de doce volúmenes de las Sagradas Escrituras, en las versiones King James y Revised Standard con artículos generales e introducción, exégesis y exposición, publicado por primera vez por Abingdon-Cokesbury Press en 1952.

### Fallecimiento
Falleció en 1980. Su hijo, David G. Buttrick (1927-2017), fue un ministro presbiteriano que luego se unió a la Iglesia Unida de Cristo y se convirtió en profesor Drucilla Moore Buffington de Homilética y Liturgia en la Escuela de Teología de la Universidad de Vanderbilt.

## Legado
Frederick Buechner ha citado a menudo a Buttrick como una influencia central en su carrera, incluida su decisión de convertirse él mismo en ministro presbiteriano. La influencia de Buttrick también fue citada por Eugene Peterson, quien fue criado como pentecostal pero se convirtió en pasante en Madison Avenue durante el ministerio de Buttrick y se inspiró en su predicación. De hecho, según el biógrafo de Peterson, Winn Collier, tanto Buechner como Peterson estaban sentados en los bancos del Madison Avenue Presbyterian ese mismo año, teniendo sus epifanías compartidas bajo la predicación de Buttrick.

## Publicaciones
- Parables of Jesus (1928)
- Jesus Came Preaching: Christian Preaching in the New Age (1931)
- Christian Fact and Modern Doubt (1934)
- Prayer (1942)
- Christ and Man's Dilemma (1946)
- So We Believe, So We Pray (1951)
- Faith and Education (1952)
- Sermons Preached in a University Church (1959)
- Biblical Thought and the Secular University (1960)
- Editor, Interpreter's Dictionary of the Bible, 4 vols (1962)
- Christ and History (1963)
- God, Pain, and Evil (1966)
- The Beatitudes, A Contemporary Meditation (1968)
- The Power of Prayer Today (1970)